# Avenue du Bois-de-Verrières
L'avenue du Bois-de-Verrières est une voie de communication d'Antony dans les Hauts-de-Seine.

## Situation et accès
L'avenue du Bois-de-Verrières commence, côté est, au carrefour des Quatre-Chemins, aujourd'hui appelé « carrefour de la Résistance-et-de-la-Déportation », dans l'axe de l'avenue Léon-Blum. Elle marque ensuite les extrémités nord de l'avenue François-Molé et de la rue des Champs. Elle traverse la place de Lexington (dite « place de l'Obélisque » jusqu'en 2013), au niveau de l'intersection avec la promenade départementale des Vallons-de-la-Bièvre, dite « coulée verte ». Elle se poursuit jusqu'à la limite de Châtenay-Malabry à l'avenue d'Estienne-d'Orves, où elle est prolongée sur le territoire de cette commune par une voie éponyme.
Du côté pair, cette voie :
- traverse la place de Reinckendorf, d'où part la rue des Gouttières ;
- puis rencontre :
  - la rue des Mimosas ;
  - la rue des Coquelicots ;
  - la rue des Bleuets ;
  - la rue des Grouettes ;
  - la rue Émile-Lévêque ;
- traverse la place de Lexington, puis rencontre :
  - la villa Véronique ;
  - l'impasse Jacqueline ;
  - la rue de la Cité-Moderne ;
  - la villa Carman ;
  - la rue Marcel-Maillard ;
  - la rue des Graviers ;
  - la rue Saint-Gervais ;
  - l'avenue d'Estienne-d'Orves.

Du côté impair, cette voie :
- rencontre :
  - la ruelle à Riou ;
  - la rue des Champs ;
- traverse la place de Reinckendorf, puis rencontre :
  - la rue du Colonel-Fabien ;
  - la rue Julien-Périn
- traverse la place de Lexington, puis rencontre
  - la rue Camille-Pelletan ;
  - l'allée des Fées ;
  - l'avenue d'Estienne-d'Orves.

## Origine du nom
Cette rue est nommée ainsi car elle va en direction du bois de Verrières-le-Buisson.

## Historique
L'avenue porte ce nom depuis 1901.
Elle a porté successivement plusieurs noms dans ses différentes parties. De la limite de Châtenay-Malabry au carrefour avec la rue des Gouttières et de l'avenue François-Molé, c'était la « voie des vaches ». Dans la partie du bourg, elle a porté les noms de « rue Chartraine » et de « Grande rue haute ».
De l'autre côté, en allant vers Verrières-le-Buisson, après la rue des Gouttières, l'avenue monte, traverse la coulée verte du TGV et se termine avenue d'Estienne-d'Orves. C'est l'ancien chemin vicinal no 6 qui portait le nom de « voie des Bois ».

## Bâtiments remarquables et lieux de mémoire

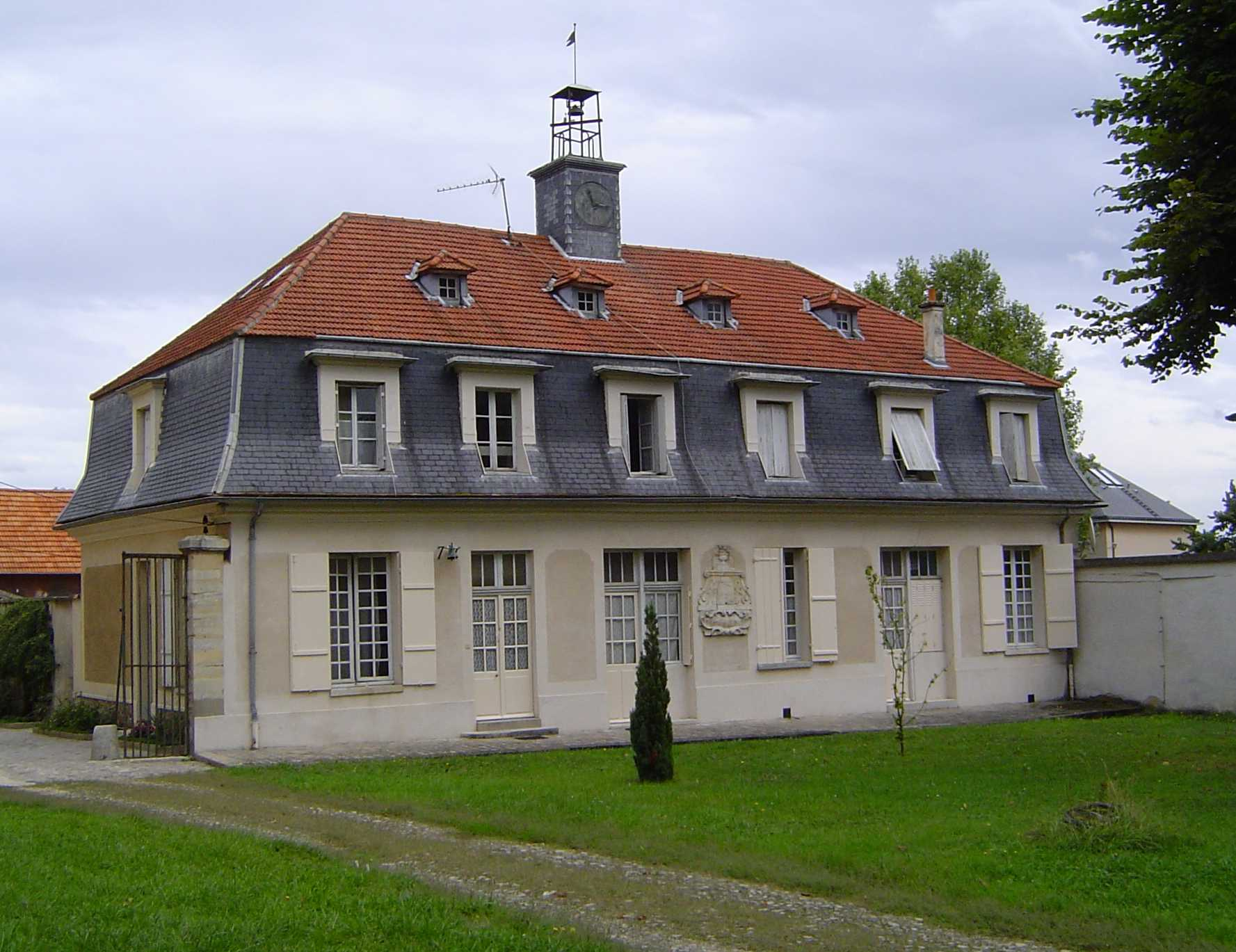
Antony - Manufacture des cires.

### Côté impair
Aux no 5 à 15 : la maison des Dames de Saint-Raphaël.
Au no 33, la propriété dite « Maison Lesourd » du nom de son propriétaire.

### Côté pair
Au no 14, se trouve la Manufacture royale des cires, fondée en 1702. À son extrémité, le long du mur, le château d'eau continue à recueillir les eaux des sources d'Antony,,,.
À l'angle de cette avenue et de la rue des Gouttières, se dressait la propriété Séailles (Jean Séailles, Pierre Séailles, Simone Séailles, Spéranza Calo-Séailles et le Lap). En 1968, elle laissa la place à la résidence « Les Grands Chênes ».

### Hommage aux villes jumelées

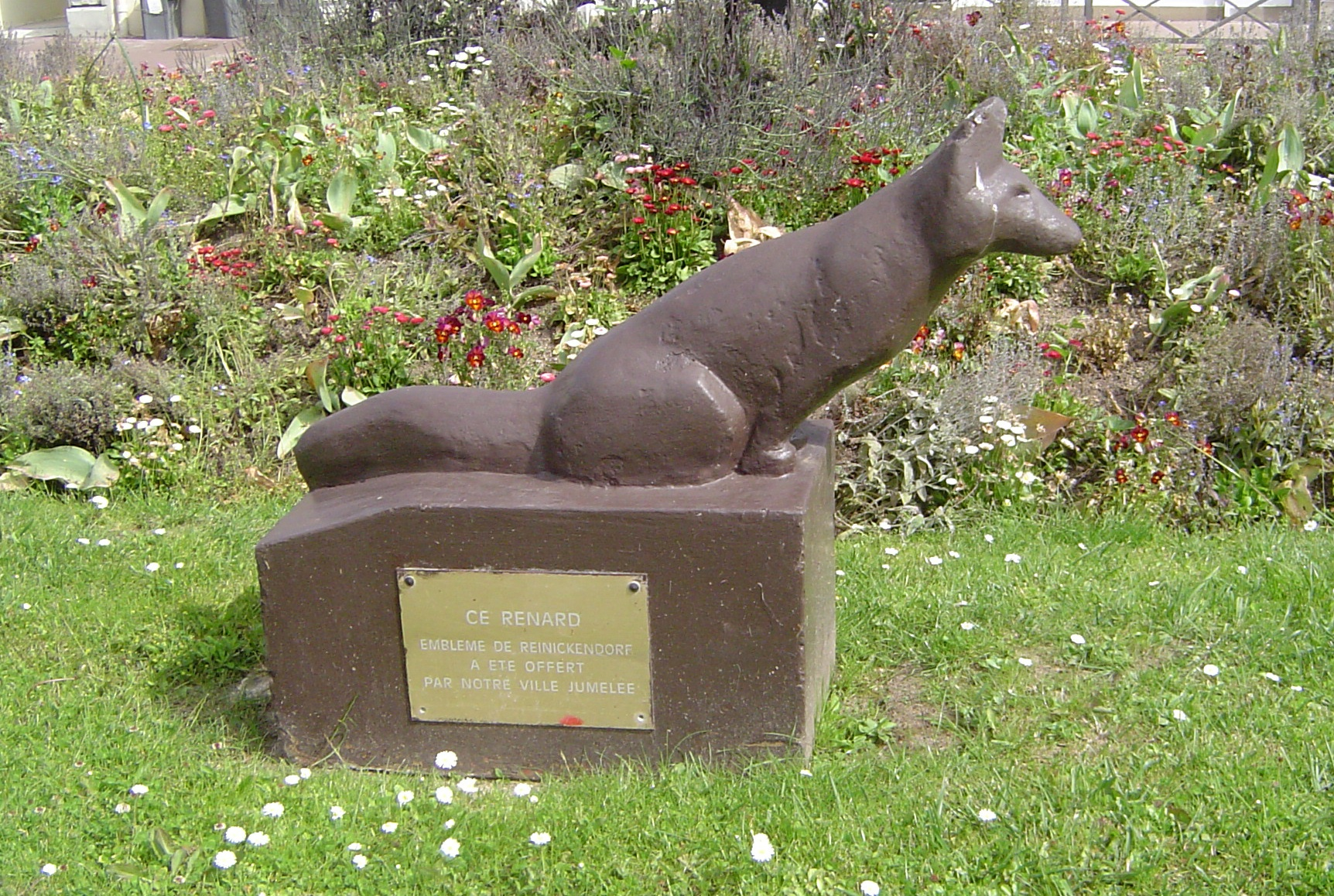
Le « renard de Reinckendorf », en mai 2009.

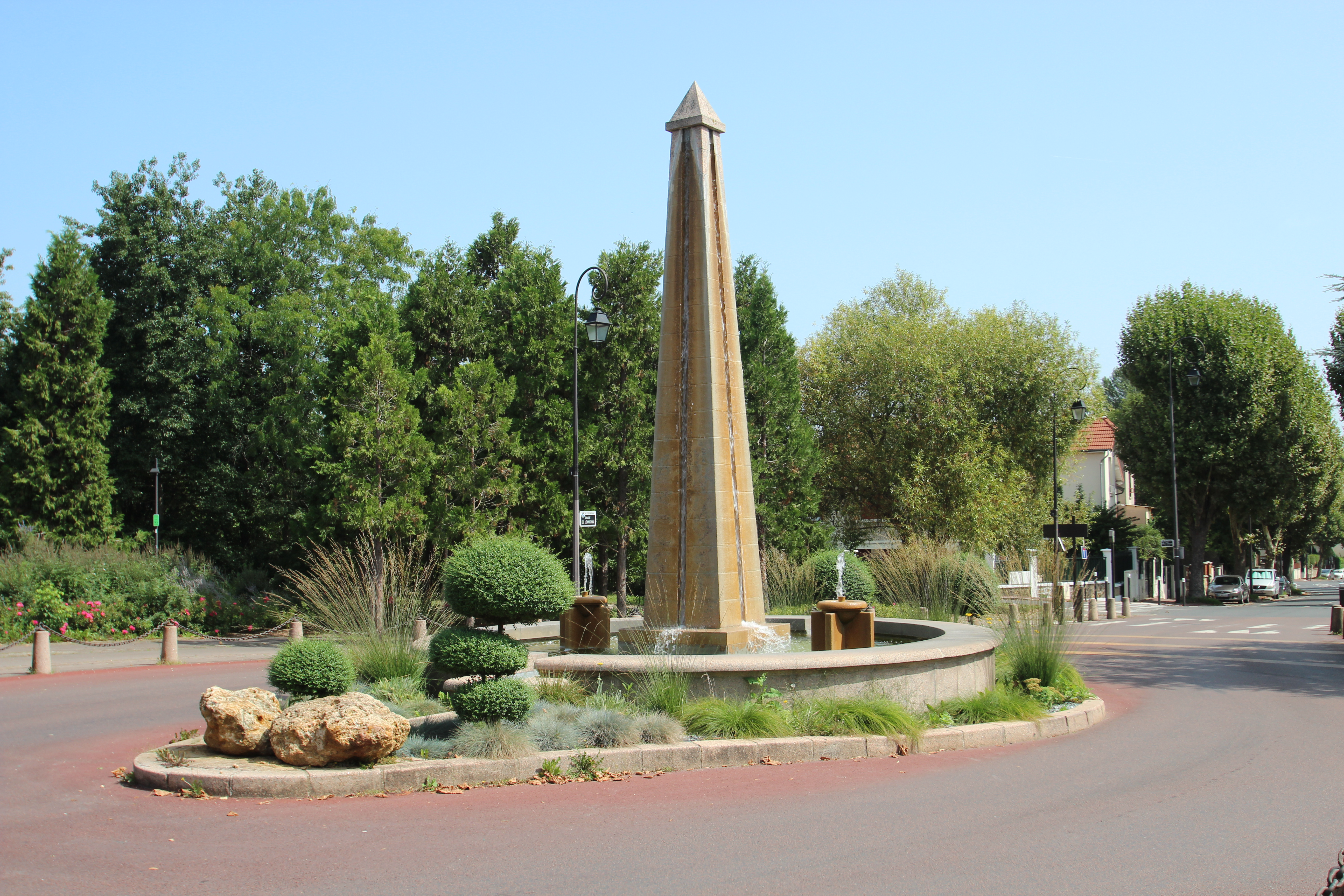
L'obélisque de Lexington, en août 2017.

Cette voie traverse deux places nommées en hommage à deux villes jumelées avec Antony :
- la place de Reinickendorf, avec en son centre un rond-point arboré autour du « renard de Reinickendorf ». Antony est junelé avec l'arrondissement de Reinickendorf depuis 1966[10] ;
- la place de Lexington, au niveau du passage de la coulée verte, avec en son centre un obélisque qui commémore la révolution americaine de 1775[11].

## Pour approfondir